# Vechea, Cluj
Vechea (mai demult Budaveche, în maghiară Bodonkút sau Burjánosbuda) este un sat în comuna Chinteni din județul Cluj, Transilvania, România.

## Date geografice
Altitudinea medie: 519 m.

## Istoric
În Evul Mediu un complex de colonii, compus din mai multe sate. Reședință a familiei nobiliare maghiare Budai.

## Atestare documentară
Menționat pentru prima oară în documente în anul 1315 cu denumirea Buda.

## Lăcașuri de cult
- În anul 1900 se mai vedeau ruinele vechii Biserici Reformat-Calvine „Sf. Ștefan”. În noua Biserică Reformată-Calvină au fost integrate unele elemente din fosta biserică, de pildă colonadele elenistice. S-au pierdut definitiv casetele de lemn ale tavanului și cupola amvonului din veche biserică, opere ale renumitului maestru sas clujean Lorenz Umling. Clopotul (70 kg) poartă acrostihul religios I.H.S. (Iesus hominum salvator = Isus mântuitorul omenirii).

- În acest sat se găsește biserica românească de lemn "Adormirea Maicii Domnului" din 1726 (picturi interioare din 1748; turn înalt, acoperit cu șindrilă).

## Personalități
- Antal Budai (d. 1437), unul din liderii Răscoalei de la Bobâlna.

## Imagini

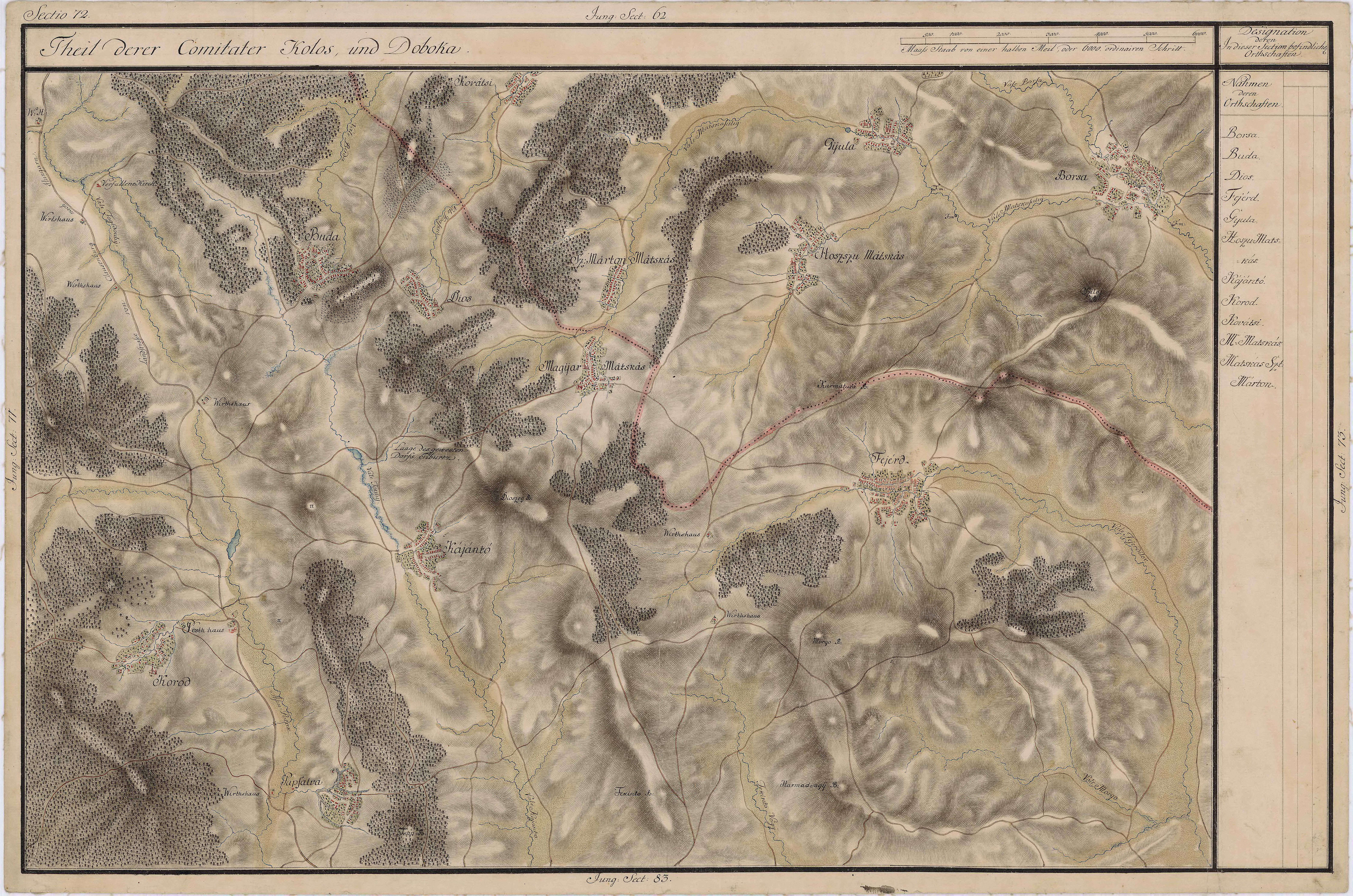
Vechea pe Harta Iosefină a Transilvaniei, 1769-73
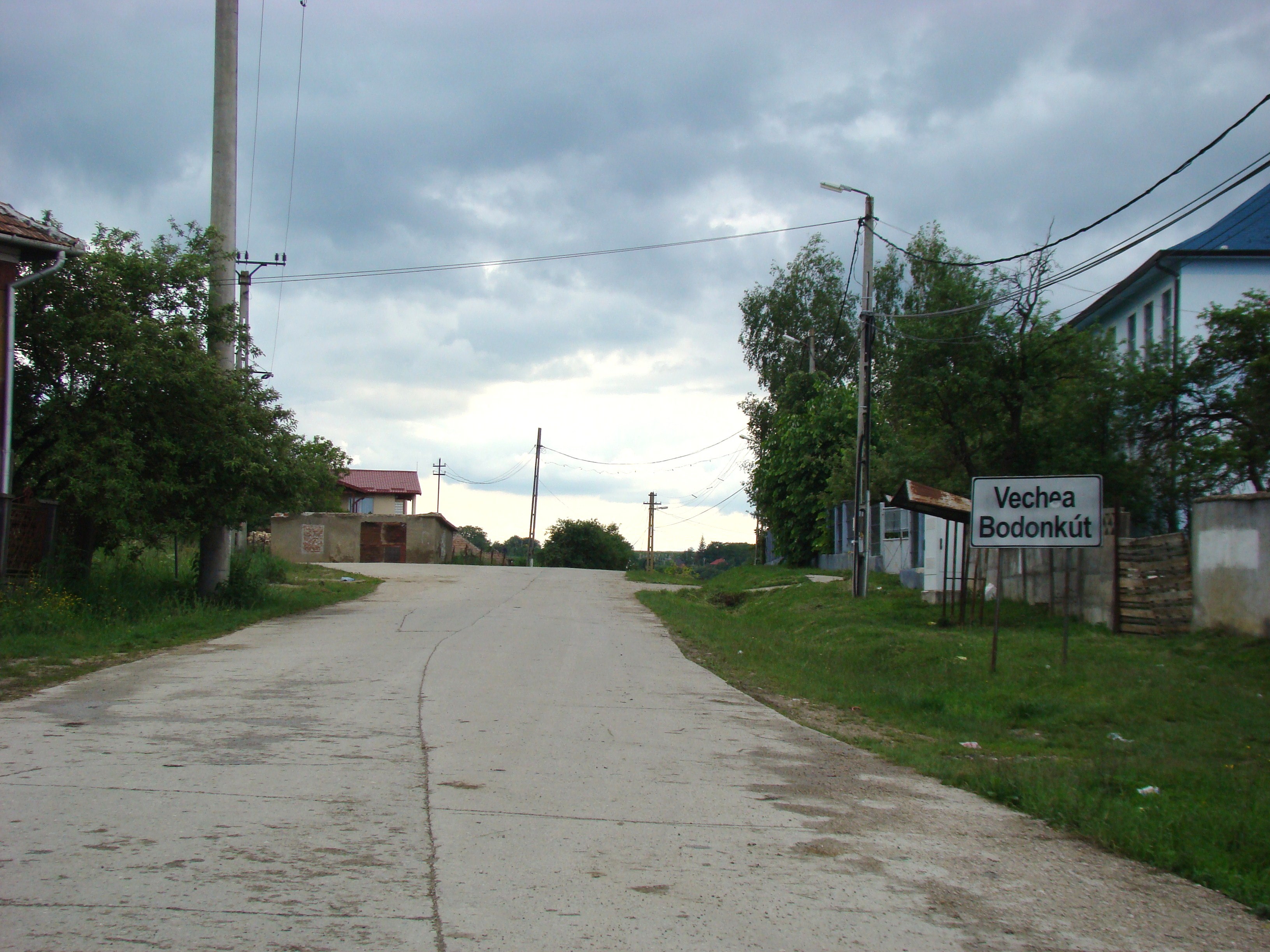
Intrarea în localitate
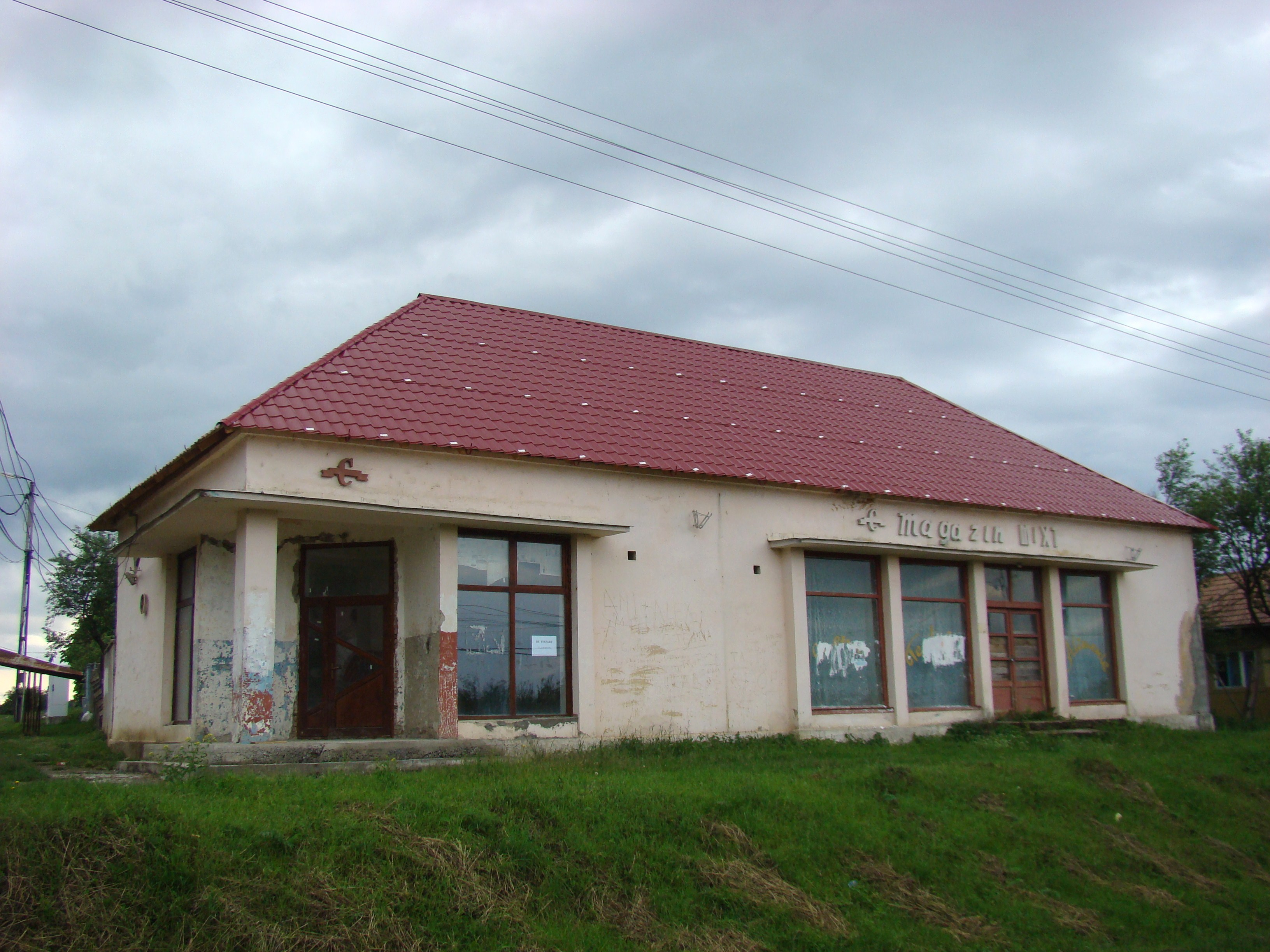
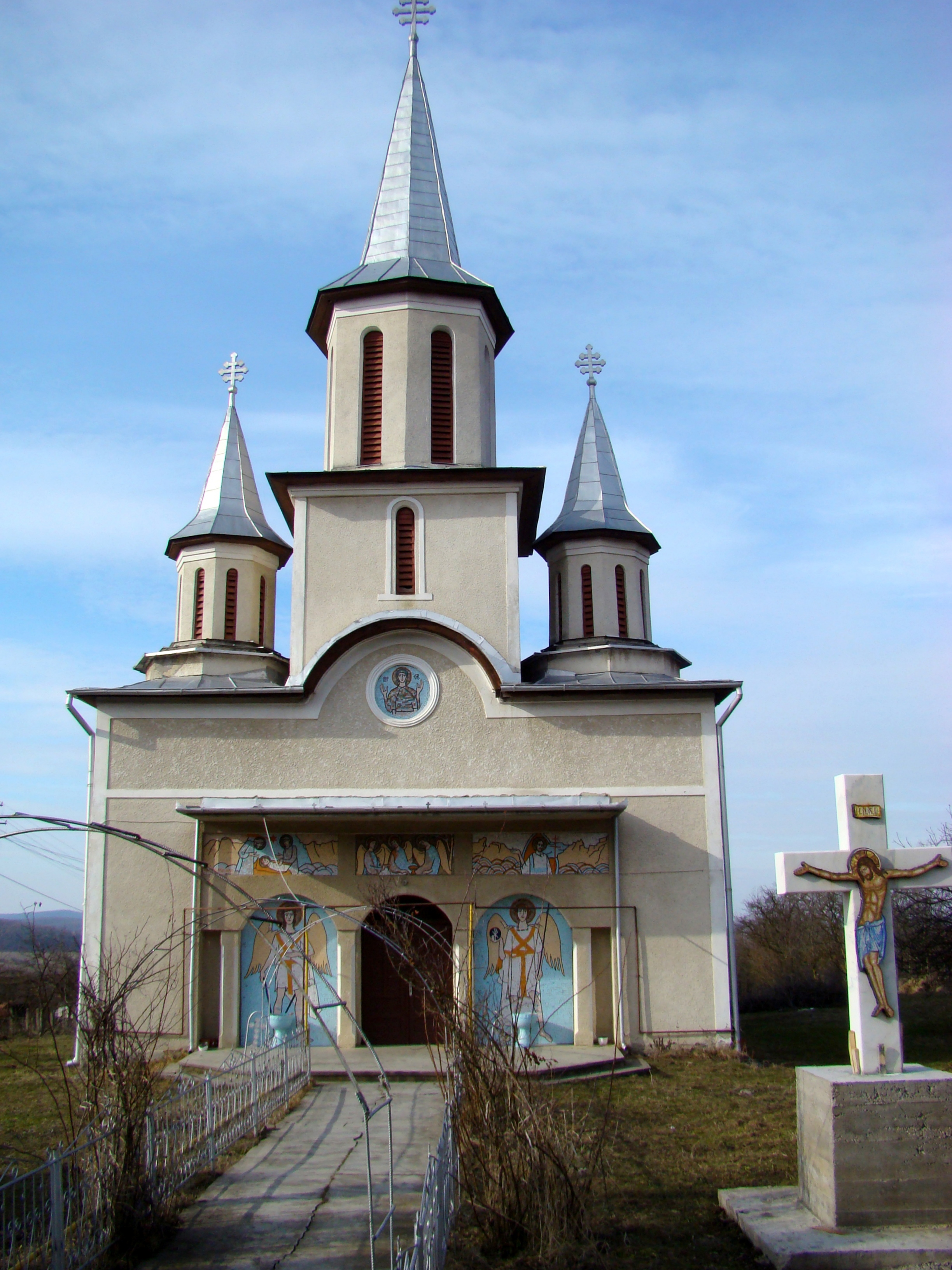
Biserica ortodoxă
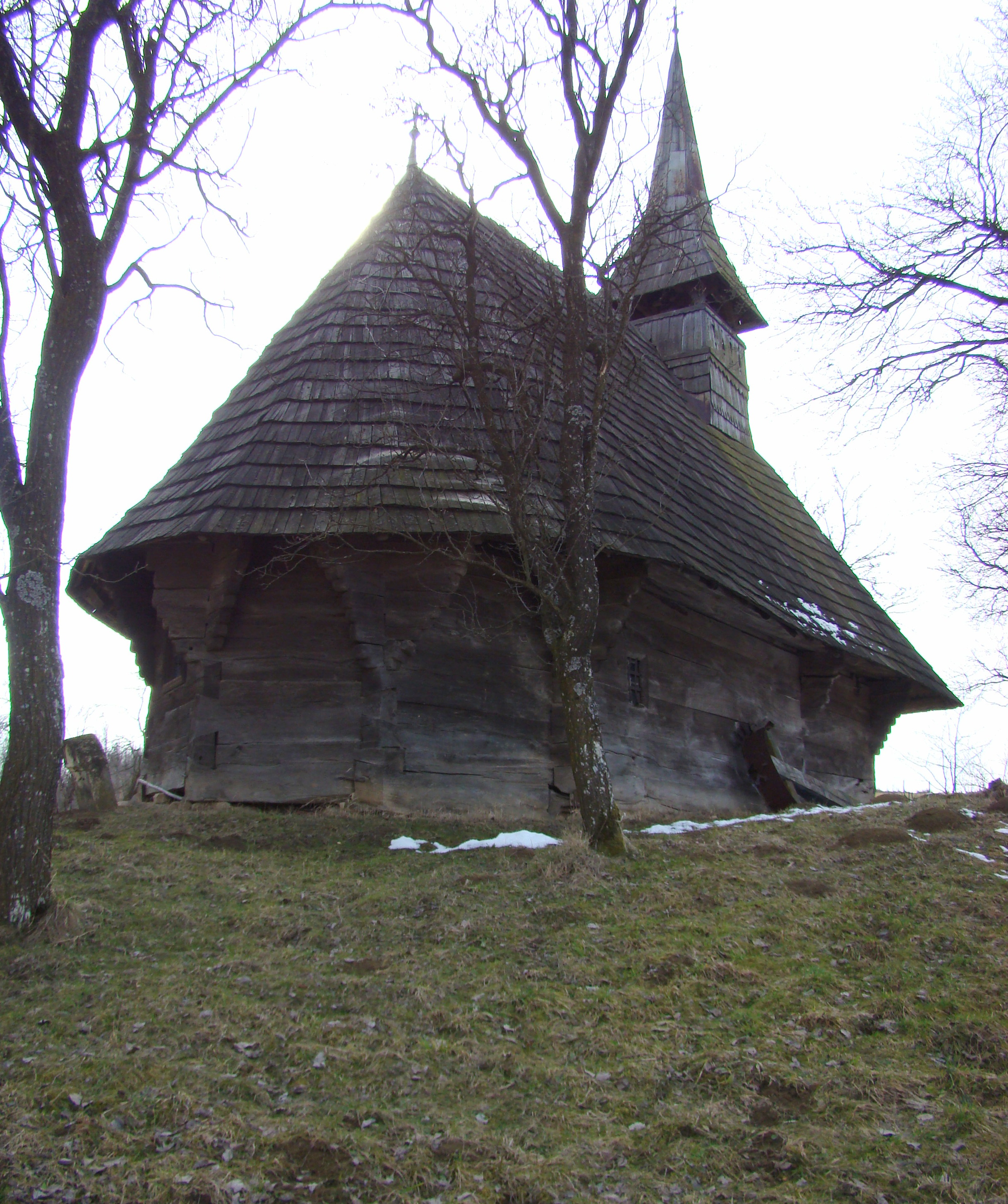
Biserica de lemn
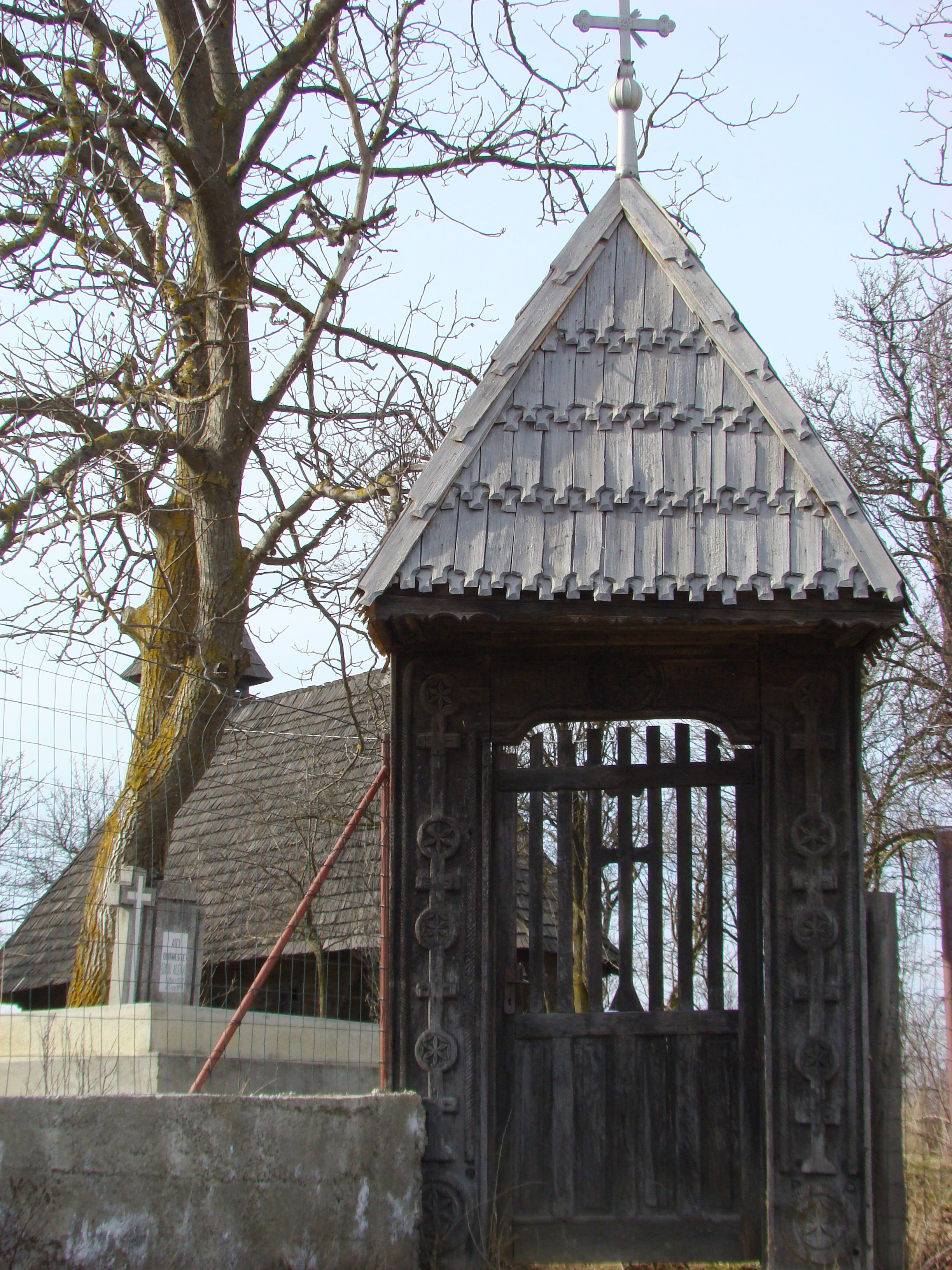
Poarta de lemn a bisericii
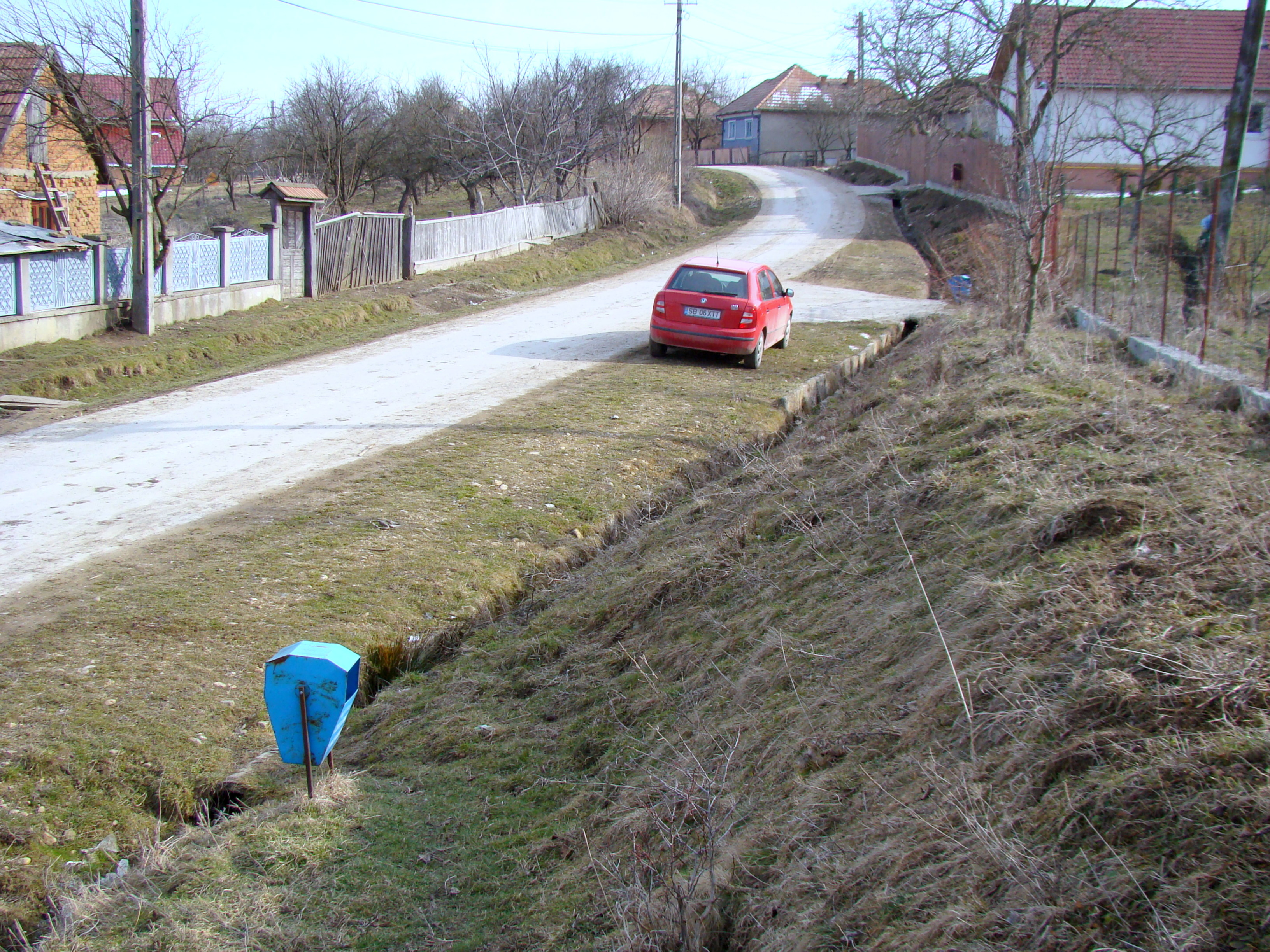
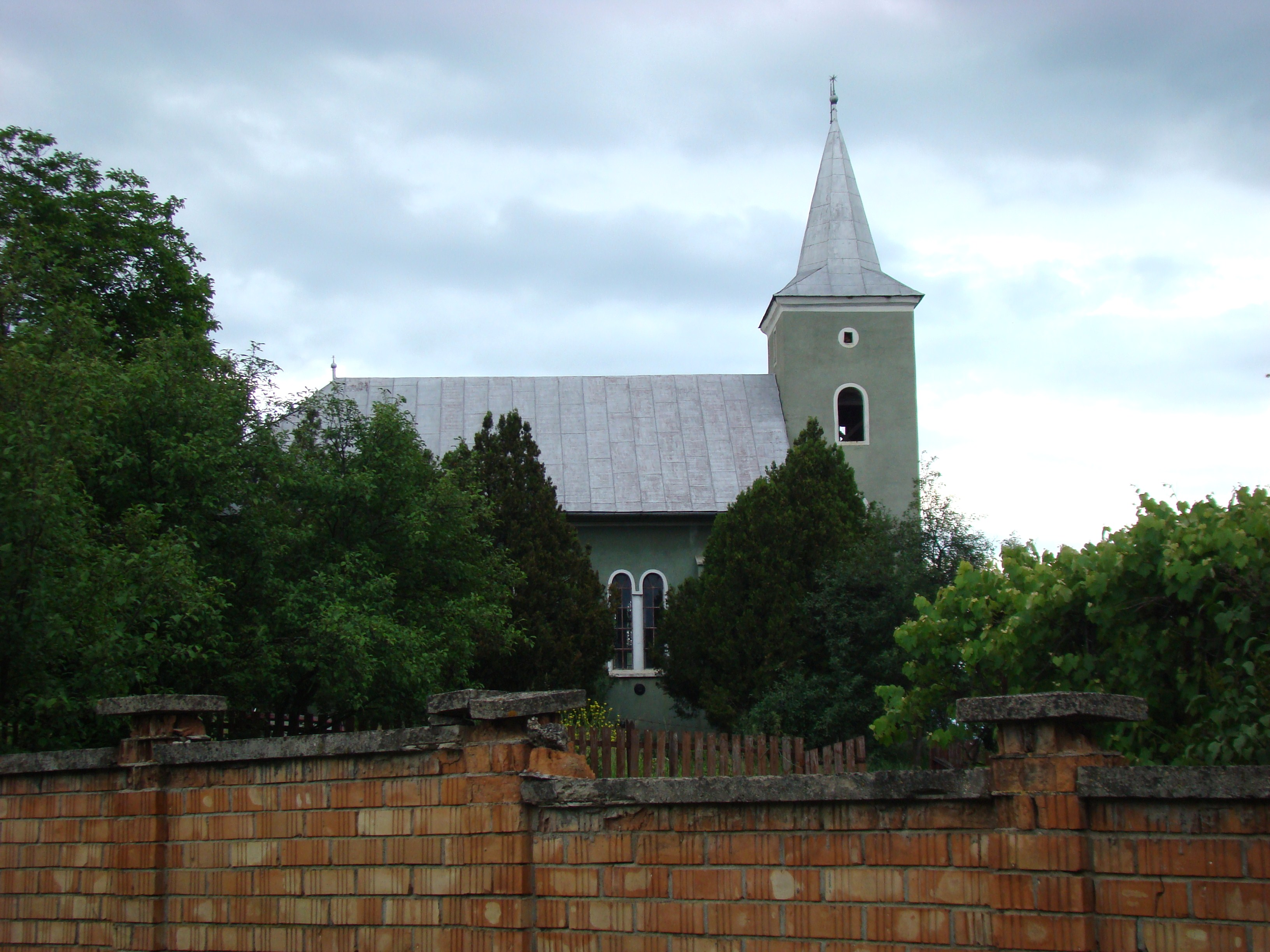
Biserica reformată
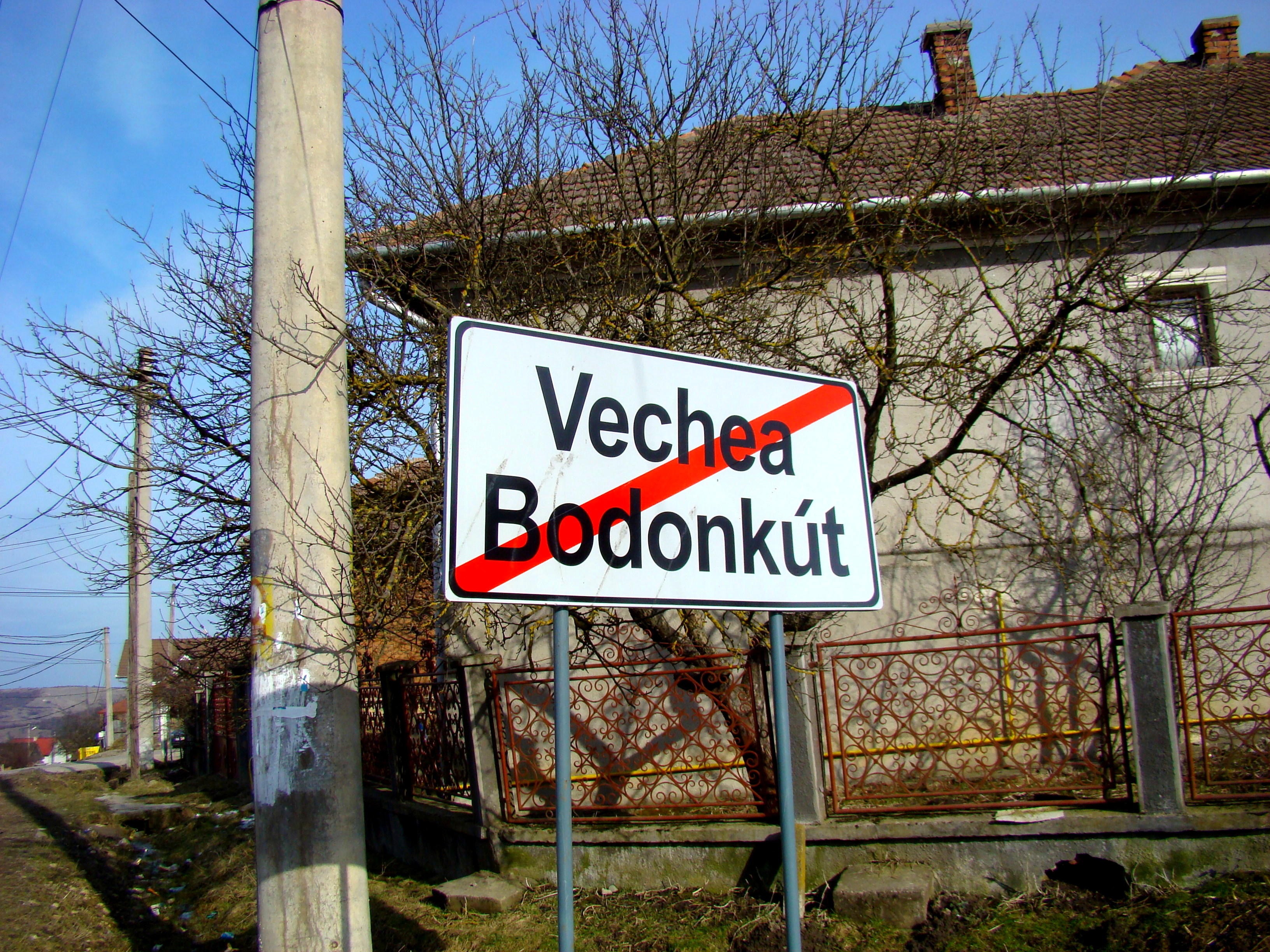
Ieșirea din localitate